# Molí d'aigua de Klein Rönnau
El molí d'aigua de Klein Rönnau és un antic molí d'aigua al Rönne a Klein Rönnau a l'estat de Slesvig-Holstein a Alemanya. És un monument catalogat. El molí era tant emblemàtic que figura a l'escut del municipi.
Un primer esment escrit d'un molí a Klein Rönnau data del 1342. L'edifici actual data del 1649. Pel cabal hidràulic irregular del Rönne, la propulsió hidràulica es va reemplaçar per una turbina amb motor de combustió que també produïa electricitat per als veïns. Aquesta producció descentralitzada d'energia no va plaure als nazis i es va aturar. Després de la segona guerra mundial, el molí va continuar amb un motor elèctric. Va servir per moldre blat fins al 1960. Després de la desafecció industrial va decaure. De 1999-2001 hi va haver una primera restauració. Des del 2002 una associació de voluntaris vetlla i repara les instal·lacions. El 2006 s'hi va instal·lar un motor elèctric històric, fabricat el 1923, i per a la primera vegada des de l'any 1960 s'hi va tornar a moldre blat. S'hi van crear uns pisos a l'antiga sala de màquines i a la casa del moliner, que permeten a l'ajuntament, propietari de les instal·lacions, obtenir recursos per mantenir el monument. A la planta baixa conté una sala de festa comunitària que es pot llogar.

Escut de Klein Rönnau amb símbol del molí i del blat
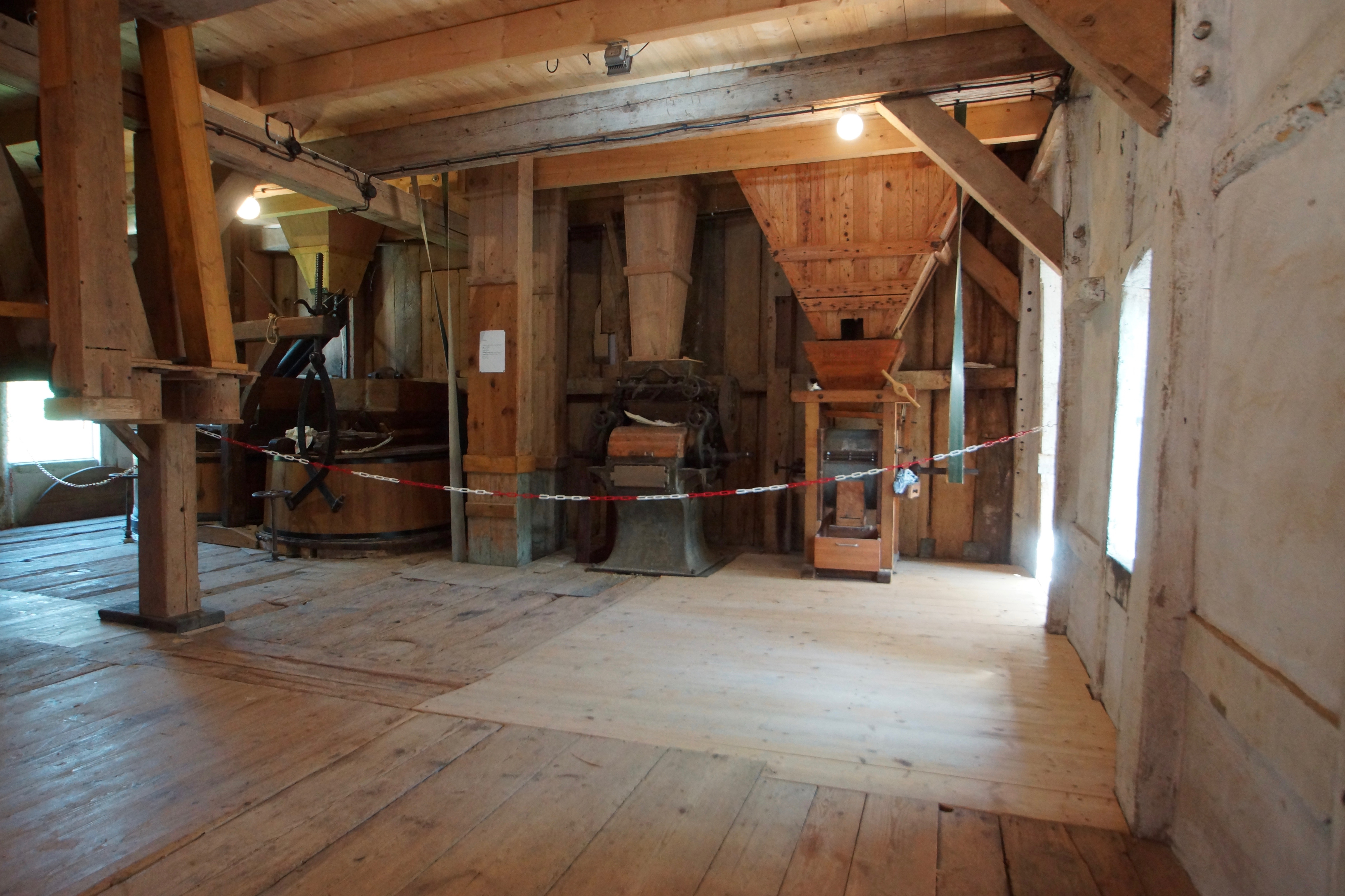
Vista interior
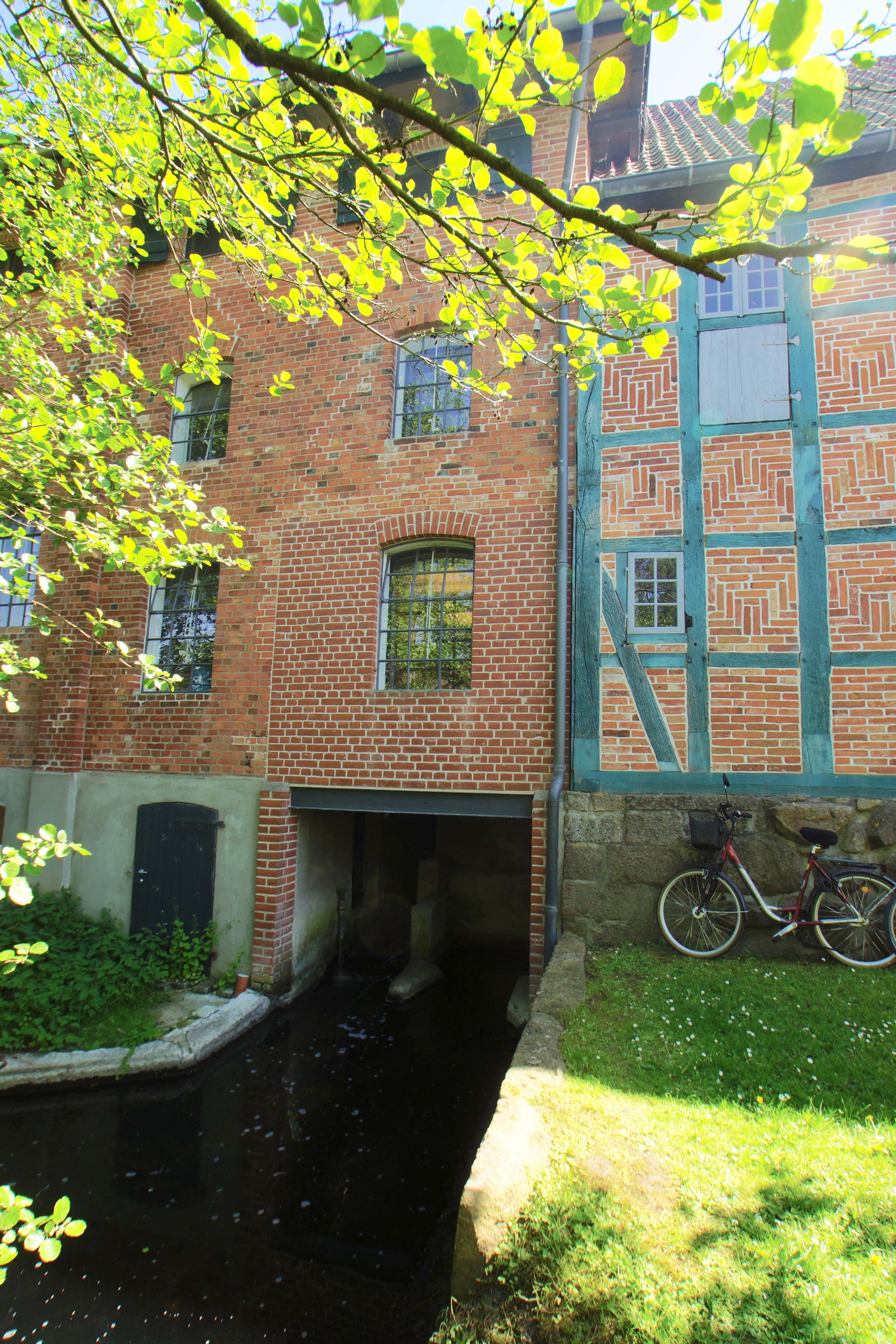
El Rönne en eixir del molí